# Invizibilitate
Invizibilitatea este starea unui obiect care nu poate fi văzut. Un obiect în această stare este considerat a fi invizibil (adică „nevizibil”). Termenul este adesea utilizat în creațiile fanteziste sau science-fiction, în care obiectele nu pot fi văzute din cauza unor practici magice sau a folosirii unor tehnologii; cu toate acestea, efectele sale pot fi demonstrate, de asemenea, în lumea reală, în special în experimentele fizice.

## Invizibilitatea în artă
Artistul Salvatore Garau, care se opune arta NFT și impactului său asupra mediului, a dezvoltat conceptul de "Gândirea Absențelor". Această abordare vizează restabilirea importanței valorilor de apropiere socială, integrare și creativitate, care sunt adesea suprasaturate de digitalizare în prezent. Salvatore Garau susține că arta necesită spații de vid, intimitate și reflecție pentru a renaște în mod autentic. În anul 2021, Salvatore Garau a creat o serie de lucrări invizibile, care au atras atenția la nivel mondial și oferă reflecții profunde asupra istoria artei.
Salvatore Garau a transformat propria semnătură într-o operă de artă și a scos la licitație o foaie A4 semnată de el. În timpul unei licitații organizate de Art-Rite în Milano în 2021, Davanti a te (2021) de Salvatore Garau, o foaie de hârtie semnată, a fost vândută pentru 27.120 de euro, plus comisioanele de licitație . 

## În ficțiune
- Omul invizibil
- Omul invizibil (film)